# Curator (romarriket)
Curator (av latinska cura, ta hand om, arrangera), vårdare, väktare, skötare.
Curator var en under senrepubliken en titel på åtskilliga tjänstemän i den romerska staten, särskilt under kejsardömets tid, till exempel på dem, som hade tillsyn över vägar, skeppsfart, kloakväsen, statyer och fördelning av spannmål. Curator var också en benämning på en person som av myndighet förordnats att omhänderta annans rätt, då denne inte är i tillfälle att övervaka densamma, vare sig i egen person eller genom målsman, förmyndare eller laga fullmäktig. Benämningen används också för förvaltare vid gemensam förvaltning av fleras, delvis stridiga, intressen, till exempel vid konkurs.
Curator urbis var tillsyningsman för säkerheten i Rom.